# Foots Creek
Foots Creek – jednostka osadnicza w Stanach Zjednoczonych, w stanie Oregon, w hrabstwie Jackson.